# 东圳水库
东圳水库位于中国福建省莆田市城厢区常太镇，是以灌溉、防洪、供水、发电为主要功能的大（二）型水库。灌溉面积达50万亩。